# Япен
Япен (індонез. Pulau Yapen) — острів на сході Індонезії біля узбережжя Нової Гвінеї в затоці Чендеравасіх. Адміністративно належить до провінції Папуа.
Острів займає площу 2278 км², довжина берегової лінії 448,2 км. Він має видовжену форму. Місцевість острова гориста (максимальна висота — 1496 м над рівнем моря) і вкрита екваторіальним лісом. Тут живе багато рідкісних видів фауни, в тому числі ендемічні види хребетних: пацюк Rattus jobiensis і голуб Ducula myristicivora. 35 % поверхні острова (790 км²) займають природоохоронні території.